# Università Nazionale di Taiwan
L'Università Nazionale di Taiwan (國立臺灣大學T, 国立台湾大学S, Guólì Táiwān DàxuéP; sigla NTU dal nome inglese National Taiwan University) è un'università statale mista con sede nella città di Taipei, a Taiwan. Conosciuta colloquialmente come Taida (台大), ha un campus principale situato nel distretto di Daan della capitale, e altri sei campus sparsi per tutta l'isola, per un'area totale complessiva di 345.830.000m². L'università consiste di 11 college (facoltà), 54 dipartimenti (corsi di laurea), 96 istituti specialistici (corsi di laurea specialistica) e quattro laboratori o centri di ricerca.
La Taida fu fondata nel 1928 dai giapponesi, con il nome di Università Imperiale di Taihoku, durante la dominazione del Giappone su Taiwan. Dopo la seconda guerra mondiale e la restituzione giapponese dei territori, la Repubblica di Cina (localizzata allora ancora nella Cina continentale) si assunse l'amministrazione dell'università e, il 15 novembre 1945, la riorganizzò sotto il nome di Università Nazionale di Taiwan.
La Taida ha forti legami con l'Academia Sinica ed ammette gli studenti esclusivamente in base al merito, senza distinzioni di razza, reddito o sesso. Il rapporto tra studenti di sesso femminile e maschile è dello 0.9:1.
Dalla Taida si sono laureati molti personaggi che sono poi arrivati ad avere grande peso nazionale ed internazionale, non solo in campo politico e governativo, ma soprattutto scientifico. Il Premio Nobel Lee Yuan-tseh (Premio Nobel per la chimica, 1986), primo taiwanese ad essere insignito di tale premio, frequentò a suo tempo la Taida.

## Storia
Il primo rettore dell'università fu Hiroshi Shidehara. La Taihoku Imperial University fu fondata inizialmente lo con le facoltà di arti liberali e legge, e di scienze ed agricoltura, con un numero originario di 60 studenti per lo più di origini giapponesi. Nel 1936 e 1943 furono aggiunte, rispettivamente, le facoltà di medicina e di ingegneria. Solo dopo la seconda guerra mondiale, quando la gestione dell'università passò alla Repubblica di Cina, essa fu riorganizzata come istituzione per parlanti cinesi, e Lo Tsung-lo fu scelto come suo rettore.
Al giorno d'oggi, la Università Nazionale di Taiwan è frequentata da una media di 30.000, divisi tra le varie facoltà, dipartimenti, lauree specialistiche, master e dottorati. Nel 1998 l'università fu dotata di una nuova biblioteca, che contiene più di tre milioni di volumi. Nel 2010 l'istituzione verrà fusa con la National Taipei University of Education, il più antico centro di istruzione universitaria dell'isola.

## Emblema universitario
L'emblema universitario, formato da uno sfondo blu e bianco sul quale spicca l'immagine di una nuvola temporalesca e la figura di un fiore di prugno, sta a simboleggiare l'ideale spiritualista della nazione e le sue tradizioni culturali, come anche delle diverse etnie di tutti gli studenti e gli impiegati della comunità universitaria.
- Il motto: "Integrità, Diligenza, Patriottismo e Filantropia", sono i pilastri del modello di comportamento e della filosofia d'insegnamento della Taida;
- La campana Fu: tale simbolo funge da sollecitazione della disciplina e dell'illuminazione;
- L'albero universitario: la palma reale è simbolo di crescita e maturazione, mente aperta e risoluta forza di volontà[6].

## Accademia
La Taida offre corsi di laurea di primo e secondo livello, master e dottorati in diverse discipline.
Agli studenti è data la possibilità di organizzare dei curriculum personalizzati, con corsi da scegliere secondo l'interesse in ognuna delle facoltà disponibili. Ogni corso di laurea, tuttavia, presenta delle materie obbligatorie da superare per ottenere la laurea. Durante l'iscrizione alla facoltà, lo studente deve dichiarare il corso di laurea nel quale preferisce laurearsi. Alcuni corsi di laurea sono più competitivi, e richiedono un punteggio nazionale più alto per accedere.
Tradizionalmente, le facoltà di medicina, ingegneria elettrica e legge sono le più selettive. Inoltre, mentre la maggior parte dei corsi di laurea hanno una durata di quattro anni, quello in medicina ha una durata di sette anni.
La Taida richiede agli studenti che vogliono iscriversi di presentare un curriculum, il quale attesti la loro conoscenza della lingua cinese, un inglese di livello base, pratica nell'educazione fisica e servizio pubblico. La facoltà di medicina, inoltre, impone ai propri studenti di frequentare corsi di filosofia e sociologia, oltre che seminari di etica e tanatologia. L'addestramento militare non è più obbligatorio per gli individui di sesso maschile, tuttavia diviene prerequisito indispensabile se lo studente ha intenzione di diventare un ufficiale durante il servizio militare, che invece è ancora obbligatorio.

## Organizzazione

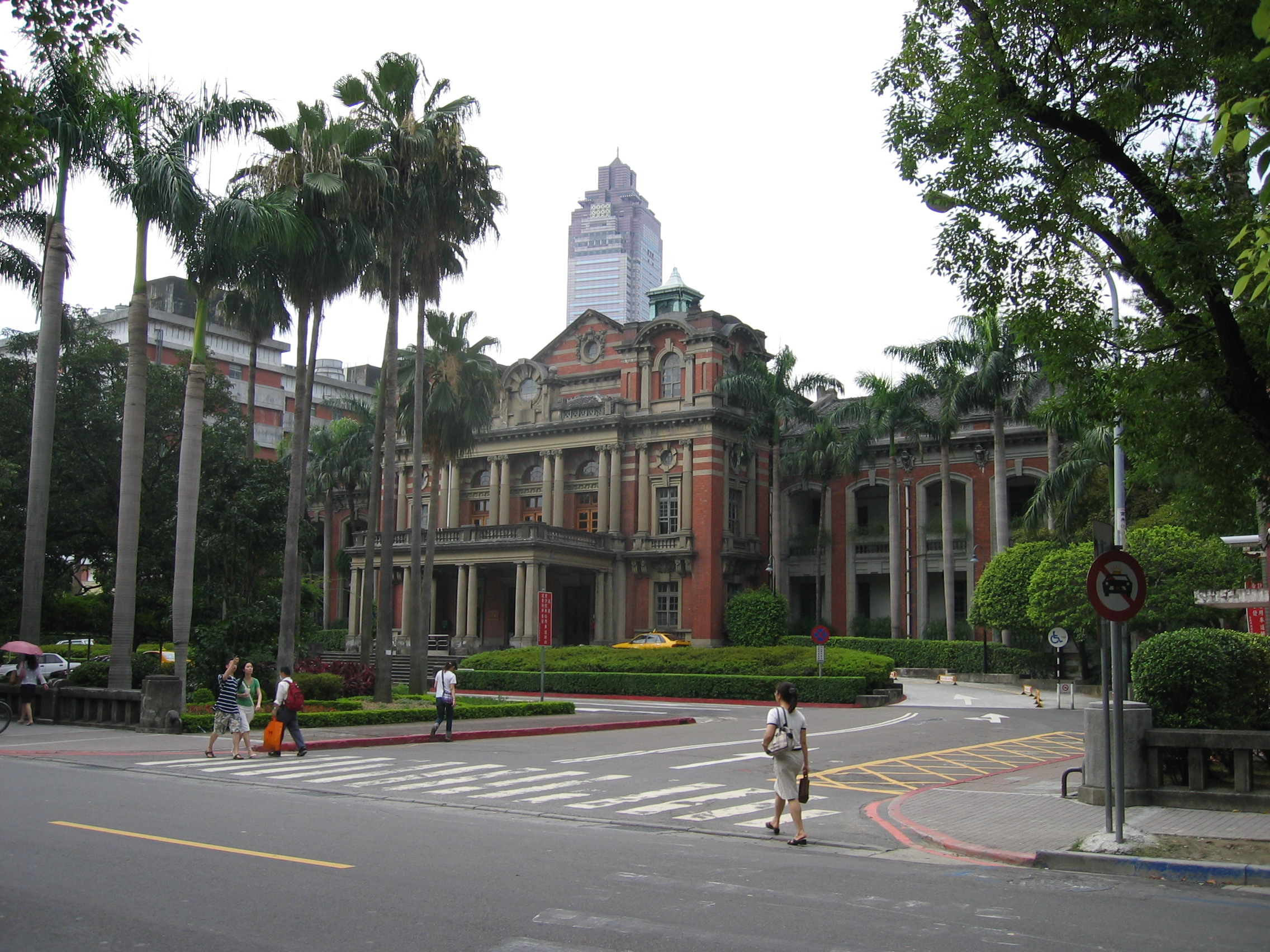
L'edificio originario ospitante il Università Nazionale di Taiwan Hospital, a Taipei. Sullo sfondo si nota la Shin Kong Life Tower.

A capo dell'università vi è un rettore, al quale devono fare riferimento i presidi delle facoltà ed i direttori dei corsi di laurea, o dipartimenti. Gli studenti, inoltre, eleggono ogni anno i propri rappresentanti, che sono tenuti a presenziare durante le riunioni amministrative.
Le facoltà della Taida sono:
- Facoltà di Arti Liberali
- Facoltà di Scienze
- Facoltà di Scienze Sociali
- Facoltà di Medicina
- Facoltà di Ingegneria
- Facoltà di Risorse Biologiche ed Agricoltura
- Facoltà di Amministrazione
- Facoltà di Salute Pubblica
- Facoltà di Ingegneria elettrica e Scienze Informatiche
- Facoltà di Legge
- Facoltà di Scienze Biologiche
- Scuola di Odontoiatria

La Taida offre anche un programma di studio della lingua cinese per stranieri (International Chinese Language Program, ICLP), avviato dalla Stanford University.

## GMBA (master in business administration globale)
Sebbene le classi di tale master siano tenute in lingua inglese, il programma di master in business administration globale consta di una parte di studenti stranieri ed una parte locali. Gli studenti si trovano a lavorare in pratiche di consulenza, ed hanno la possibilità di associarsi a prestigiose scuole commerciali, quali la Wharton Business School. I corsi includono gestione della distribuzione, modalità di organizzazione, gestione finanziaria, economia manageriale, gestione delle informazioni e contabilità manageriale.

## Campus
L'università consta di sei campus all'interno della regione di Taipei (oltre che nella città, anche nella contea) e due campus ulteriori nella Contea di Nantou. Oltre agli edifici studenteschi, fanno parte dell'istituzione anche fattorie, tratti di foresta ed ospedali, utilizzati a scopo di studio e di ricerca.
Il campus principale è situato nel distretto Da'an di Taipei, vicino a Gongguan, zona storica di sedi universitarie ed edifici amministrativi. Eccezioni sono la facoltà di legge, di scienze sociali e di medicina, localizzate vicino all'edificio presidenziale.
I sei campus sono:
- Campus principale (Roosevelt Road, n. 1, Taipei, Taiwan)
- Facoltà di legge, scienze sociali e salute pubblica (Hsu-chou Road, n. 21, Taipei, Taiwan)
- Facoltà di medicina (Jen-ai road, n. 1, Sec.1, Taipei, Taiwan)
- Ospedale universitario (Chung-shan South Road, n. 7 Taipei, Taiwan)
- Fattoria universitaria (NJiu-kuang Road, n. 7, Xindian, Contea di Taipei, Taiwan)
- Giardino botanico Wenshan (Lei-kung Po, n. 4, Geh-tou Tsun, Shiding, Contea di Taipei, Taiwan)

## Laboratori di ricerca
- Fattoria montana (Jen-heh Road, n. 136, Datong, Jen-ai, Contea di Nantou, Taiwan)
- Foresta sperimentale
- Dipartimento di selvicoltura (Chien-shan Road, n. 12, Shiang-shan, Contea di Nantou, Taiwan)

## Rettori
Rettori della Taihoku Imperial University:
- Hiroshi Shidehara (幣原坦): marzo 1928 - settembre 1937
- Sadanori Mita (三田定則): settembre 1937 - aprile 1941
- Masatsugu Ando (安藤正次): aprile 1941 - marzo 1945
- Kazuo Ando (安藤一雄): marzo 1945 - agosto 1945

Rettori della Università Nazionale di Taiwan:
- Lo Tsung-lo (羅宗洛): agosto 1945 - luglio 1946
- Lu Chih-houng (陸志鴻): agosto 1946 - maggio 1948
- Chuang Chang-kung (莊長恭): giugnο 1948 - dicembre 1948
- Fu Szu-nien (傅斯年): gennaio 1949 - dicembre 1950
- Shen Kang-po (沈剛伯): dicembre 1950 - gennaio 1951
- Chien Szu-liang (錢思亮): gennaio 1951 - maggio 1970
- Yen Cheng-hsing (閻振興): giugno 1970 - luglio 1981
- Yu Chao-Chung (虞兆中): agosto 1981 - luglio 1984
- Sun Chen (孫震): agosto 1984 - febbraio 1993
- Kou Guang-hsiung (郭光雄): marzo 1993 - luglio 1993
- Chen Wei-Jao (陳維昭): agosto 1993 - giugno 2005
- Lee Si-Chen (李嗣涔): agosto 2005 -